# TV-Boy
Il TV Boy e i suoi successori TV Boy 2 e Super TV Boy sono delle console prodotte in Cina intorno al 1992 e commercializzate da diverse società in tutto il mondo, tra cui SystemA (per la Gran Bretagna), Akor (per la Francia), NICS (per gli Stati Uniti d'America). Sono sostanzialmente un clone (senza licenza) dell'Atari 2600. Si diffusero prevalentemente in Europa. In Gran Bretagna furono distribuite principalmente attraverso la catena di distribuzione Argos, che nel 1995 commercializzò il Super TV Boy, versione potenziata del TV Boy 2. Le console includono 127 giochi.

## Hardware
La console è in pratica un gamepad da collegare al televisore mediante un cavetto, alimentato a batterie oppure mediante un alimentatore esterno. Alcune caratteristiche differenziano il TV Boy dal TV Boy 2: il TV Boy presenta un paio di connettori a 9 pin compatibili con i joystick Atari, permettendo quindi di usare la console a 2 giocatori contemporaneamente, che mancano al TV Boy 2; quest'ultimo deve essere collegato alla TV mediante cavo mentre il primo ha anche un sistema di collegamento wireless; il TV Boy 2 presenta un disegno della scheda madre più ottimizzato. L'uscita video è selezionabile fra NTSC o PAL mediante un jumper; non è presente nessun connettore per cartucce.

## Giochi
Il sistema incorpora una singola ROM contenente 128 programmi: il lanciatore che permette di selezionare i giochi e i 127 titoli preinstallati. Questi sono giochi originali per l'Atari 2600 sviluppati da società quali Atari, Activision e Mattel, modificati per rimuovere gli avvisi di copyright e altri messaggi che potessero indicarne la proprietà. Le righe colorate alla sinistra della lettera "A" tipiche del marchio Activision rimanevano in alcuni giochi ma il nome della società era rimosso. Per aggirare i diritti sui nomi dei giochi, sulla scatola e nel manuale vengono utilizzati nomi falsi o ambigui: ad esempio Mad Kong per Donkey Kong o The Flying Man per Superman.
Nella versione inglese il gioco originariamente incluso alla posizione n°91 del TV Boy, Protection (Defender), fu rimosso nel TV Boy 2 e non fu sostituito da nessun gioco, rendendo il TV Boy 2 una console da 126 giochi. Nel Super TV Boy questo spazio vuoto fu riempito usando Winter Adventure (Mountain Man). Inoltre, sempre nella versione inglese furono sostituiti 3 giochi: Maze Town (Maze Craze) con Full Attack, Football (Pele's Soccer) con Besieged (Z-Tack) e Duel (Outlaw) con Laser Attack (Laser Blast).
Alcuni giochi alterano vistosamente la grafica degli originali. Tutti i giochi hanno i colori alterati: ad esempio Pitfall! (rinominato The Jungle) è ambientato in una foresta blu (questo perché le ROM del gioco sono in versione NTSC ma vengono giocate su una consolo PAL).

### Elenco dei giochi
Questo è l'elenco completo dei titoli dell'Atari 2600 inclusi nel TV Boy. La lista riporta il nome così come indicato nella console seguito dal nome originale, il costruttore, l'anno di pubblicazione, e il numero nella lista:
1. Desert Strike - Chopper Command (Activision) - 1982 (001)
2. River Raid - River Raid (Activision) - 1982 (002)
3. Pacmania (1) - Pac-Man (Atari) - 1981 (003)
4. Wolf Fight - Pooyan (Konami) - 1983 (004)
5. Star Force - Earth Dies Screaming (20th Century Fox) - 1983 (005)
6. Asteroid - Mission 3000 (Puzzy/Bit) - precedentemente disponibile esclusivamente in territorio PAL - 1983 (006)
7. Space 2010 - Demon Attack (Imagic) - 1982 (007)
8. Invasion - Space Invaders (Atari) - originariamente pubblicato nel 1978 e convertito nel 1980 (008)
9. Motocross - Motocross (Suntek) - Year unknown (009)
10. The Frogs - Frogs 'N Flies (M Network) - 1982 (010)
11. Helicopter Squad - Time Warp (Funvision) - 1982 (011)
12. The Birds - Curtiss (Suntek) - Year unknown (012)
13. The Jungle - Mr. Postman (Puzzy/Bit) - 1983 (013)
14. Submarine - Submarine (Unknown) - a clone of Fox M*A*S*H (014)
15. Pacmania (2) - Jawbreaker (Tigervision) - 1982 (015)
16. River Crossing - Frogger (Parker Bros.) - 1983 (016)
17. Tank Battle - Thunderground (SEGA) - 1983 (017)
18. Fire! - Fire Fighter (Imagic) - 1982 (018)
19. Forest Walk - Pitfall (Activision) - 1982 (019)
20. The Sharks - Seaquest (Activision) - 1983 (020)
21. Pin Ball - Video Pinball (Atari) - 1980 (021)
22. Sea Hunter - Sub Scan (Sega) - 1983 (022)
23. Dragon Treasure - Dragonfire (Imagic) - 1982 (023)
24. The Dentist - Plaque Attack (Activision) - 1983 (024)
25. Mad Kong - Donkey Kong (Coleco) - 1982 (025)
26. The Gardener - Gopher (US Games) - non è presente su TV Boy - 1982 (026)
27. Forest Battle - Nuts (Technovision) - precedentemente disponibile esclusivamente in territorio PAL - 1983 (027)
28. Space Conquest - Flash Gordon (20th Century Fox) - 1983 (028)
29. F1 Race - Enduro (Atari) - 1983 (029)
30. Treasure - Criminal Pursuit (ZiMAG/Vidco/Emag) - anno di pubblicazione sconosciuto (030)
31. Symbols - I.Q. Memory Teaser (Suntek) - 1983 (031)
32. The Hen House - Farmyard Fun (Suntek) - precedentemente disponibile esclusivamente in territorio PAL - anno di pubblicazione sconosciuto (032)
33. Rescue - Zoo Fun (Suntek) - 1983 (033)
34. Duck Pass - Challenge (Funvision) - 1980 (034)
35. Thief! - Keystone Kapers (Activision) - 1983 (035)
36. Bowling - Bowling (Atari) - 1978 (036)
37. Brick Wall - Circus Atari (Atari) - 1980 (037)
38. Rodeo - Stampede (Activision) - 1981 (038)
39. Space Battle - M.A.D. (US Games) - 1982 (039)
40. Parachute - Parachute (Suntek) - 1983 (040)
41. Monsters - Berzerk (Atari) - 1982 (041)
42. Lost Ships - Worm War I (Sirius-Fox) - 1982 (042)
43. The Maze - Dodge 'Em (Atari) - 1980 (043)
44. Around The World - Bobby Is Going Home (Puzzy/Bit) - precedentemente disponibile esclusivamente in territorio PAL - 1983 (044)
45. The Ladder - Master Builder (Spectravision) - 1983 (045)
46. Rambler - Walker (A.K.A. Clown Down Town) (Suntek) - 1983 {046}
47. Space Defence - UFO Patrol (Suntek) - 1983 (047)
48. Evil Fighter - Immies & Aggies (ZiMAG/Vidco/Emag) - 1983 (048)
49. Flying saucers - Great Escape (Bomb) - 1983 (049)
50. Town Attack - Z-Tack (Bomb) - 1983 (050)
51. Fire Dragon - Dragon Defender (Suntek) - 1983 (051)
52. Chinese Plates - Dancing Plate (Puzzy/Bit) - 1983 (052)
53. River Crossing - Frostbite (Activision) - 1983 (053)
54. Base Defenses - Commando Raid (Vidtec) - 1982 (054)
55. Wolf! - Oink! (Activision) - 1983 (055)
56. The Mouse - Snail Against Squirrel (Puzzy/Bit) - precedentemente disponibile esclusivamente in territorio PAL - 1983 (056)
57. Maze Town - Maze Craze (Atari) - 1980 (057)
58. Ice Polo - Ice Hockey (Activision) - 1981 (058)
59. Tennis - Tennis (Activision) - 1981 (059)
60. Sea War - Sea Monster (Puzzy/Bit) - 1982 (060)
61. Volley Ball - Realsports Volleyball (Atari) - 1982 (061)
62. Evil Attack - Spider Fighter (Activision) - 1983 (062)
63. Rocket - Missile Control (Video Gems) - precedentemente disponibile esclusivamente in territorio PAL - 1983 (063)
64. Besieged - Wall Defender (Bomb) - non è presente su TV Boy - 1983 (064)
65. The Spider - Amidar (Parker Bros.) - 1982 (065)
66. Fly In The Sky - Barnstorming (Activision) - 1982 (066)
67. Car Race - Grand Prix (Activision) - 1982 (067)
68. The Flying Man - Superman (Atari) - 1979 (068)
69. Robot Attack - Space Robot (Dimax) - precedentemente disponibile esclusivamente in territorio PAL - 1983 (069)
70. Robot City - Lock 'n' Chase (M Network) - 1982 (070)
71. The Ghosts - Venture (Coleco) - 1982 (071)
72. Space Ship - Cosmic Ark (Imagic) - 1982 (072)
73. Tank Action - Strategy X (Konami) - 1983 (073)
74. Laser Ship - Cross Force (Spectravision) - 1982 (074)
75. One Against all - Planet Patrol (Spectravision) - 1982 (075)
76. Golf - Golf (Atari) - 1980 (076)
77. Robot Strike - Star Wars: The Empire Strikes Back (Parker Bros.) - 1982 (077)
78. Street Battle - Dark Cavern (M Network) - 1982 (078)
79. Tunnel - Pharaoh's Curse (TechnoVision) - 1983 (079)
80. Operation Thunderstorm - Turmoil (20th Century Fox) - 1982 (080)
81. Sky Squadron - Tac-Scan (Sega) - 1983 (081)
82. Spiderman - Spider Man (Parker Bros.) - 1982 (082)
83. Maze Craze - Bank Heist (20th Century Fox) - 1983 (083)
84. Earth 2010 - Space Cavern (Apollo) - 1981 (084)
85. The Shield - Spacemaster X-7 (20th Century Fox) - 1983 (085) (?)
86. Sea Warp - Atlantis (Imagic) - 1982 (086)
87. Holy Ghost - Open, Sesame! (Puzzy/Bit) - 1982 (087)
88. Funfair Rifle Range - Carnival (Coleco) - 1982 (088)
89. Laser Tank - Threshold (Tigervision) - 1982 (089)
90. Luke And The Monsters - Fast Eddie (20th Century Fox) - la grafica è stata modificata rispetto all'originale - 1982 (090)
91. Protection - Defender (091)
92. Tic-Tac-Toe - 3D Tic Tac Toe (Atari) - 1980 (092)
93. UFO Ship - Assault (Bomb) - 1983 (093)
94. Birds Of Prey - Condor Attack (Ultravision) - 1982 (094)
95. Deep-Sea Fishing - Name This Game (A.K.A. Octopus) (US Games) - 1982 (095)
96. Spider King - Pac-Kong (Funvision) - precedentemente disponibile esclusivamente in territorio PAL (096)
97. The Crabs - Crackpots (Activision) - 1983 (097)
98. Billiard - Trick Shot (Imagic) - 1982 (098)
99. Moon Driver - Gas Hog (Spectravision) - 1983 (099)
100. Tank Battle in The Streets - Phantom Tank (Puzzy/Bit) - 1982 (100)
101. Squash - Racquetball (Apollo) - 1981 (101)
102. Tunnel Battle - Laser Gates (Imagic) - 1983 (102)
103. Space Exploration - Cosmic Creeps (Telesys) - 1982 (103)
104. King Building - Robin Hood or Save Our Ship (Technovision) - precedentemente disponibile esclusivamente in territorio PAL - 1983 (104)
105. Galaxy 2 - Challenge of NEXAR (Spectravision) - 1982 (105)
106. Tom's Adventure - Panda Chase (Home Vision) - 1983 (106)
107. Moto Kid - Mega Force (20th Century Fox) - 1982 (107)
108. Karate - Karate (Ultravision) - 1982 (108)
109. Sky Destroyer - Missile Command (Atari) - 1981 (109)
110. Fighter Pilot - Air Raiders (M Network) - 1982 (110)
111. Pacific War - Seahawk (Sancho / Tang's Electronic Co.) - 1982 (111)
112. Robot Alert! - Hey! Stop! (Suntek) (112)
113. The Vulture - Tuby Bird (Suntek) (113)
114. Submarine Fishing - Bi! Bi! (Rainbow Vision) (114)
115. River Fishing - Fishing Derby (Activision) - 1980 (115)
116. Traffic - Freeway (Activision) - 1981 (116)
117. UFO Attack - Space Jockey (Vidtec) - 1982 (117)
118. Game of Draughts - Checkers (Activision) - 1980 (118)
119. Duel - Outlaw (Atari) - 1978 (119)
120. Ottello - Othello (Atari) - 1980 (120)
121. Sideral attack - Cosmic Swarm (CommaVid) - 1982 (121)
122. Ski - Skiing (Activision) - 1980 (122)
123. Invaders - Astro War (Dimax) - precedentemente disponibile esclusivamente in territorio PAL - anno di pubblicazione sconosciuto (123)
124. The Trap - Gangster Alley (Spectravision) - 1982 (124)
125. (Unknown) - Infiltrate (Apollo) - 1981 (125)
126. Hamburger - Fast Food (Telesys) - 1982 (126)
127. Invader - Megamania (Activision) - 1982 (127)